# Trichometasphaeria
Trichometasphaeria är ett släkte av svampar. Trichometasphaeria ingår i familjen Lophiostomataceae, ordningen Pleosporales, klassen Dothideomycetes, divisionen sporsäcksvampar och riket svampar.
|                    | Lophiostoma |
|                    | |
|                    | Entodesmium |
|                    | |
|                    | Lophiotrema |
|                    | |
|                    | Platystomum |
|                    | |
|                    | Quintaria |
|                    | |
| Trichometasphaeria | \| \| Trichometasphaeria dianthi \| \| \| \| \| \| Trichometasphaeria holmii \| \| \| \| \| \| Trichometasphaeria setulosa \| \| \| \| \| \| Trichometasphaeria barriae \| \| \| \| |
|                    | \| \| Trichometasphaeria dianthi \| \| \| \| \| \| Trichometasphaeria holmii \| \| \| \| \| \| Trichometasphaeria setulosa \| \| \| \| \| \| Trichometasphaeria barriae \| \| \| \| |
|                    | Byssolophis |
|                    | |
|                    | Lophionema |
|                    | |
|                    | Acrocalymma |
|                    | |
|                    | Cilioplea |
|                    | |
|                    | Ascocratera |
|                    | |
|                    | Lophiosphaera |
|                    | |
|                    | Muroia |
|                    | |
|                    | Vaginatispora |
|                    | |
|                    | Misturatosphaeria |
|                    | |
|                    | Trichometasphaeria dianthi |
|                    | |
|                    | Trichometasphaeria holmii |
|                    | |
|                    | Trichometasphaeria setulosa |
|                    | |
|                    | Trichometasphaeria barriae |
|                    | |

|  | Trichometasphaeria dianthi  |
|  |                             |
|  | Trichometasphaeria holmii   |
|  |                             |
|  | Trichometasphaeria setulosa |
|  |                             |
|  | Trichometasphaeria barriae  |
|  |                             |